# لينا الشواف
لينا الشواف إعلامية سورية ومدافعة عن حقوق الإنسان، تشغل الآن منصب المديرة التنفيذية لإذاعة "روزنة" المعنية بالشأن السوري، ومديرة المنتدى الأوروبي لتجمع وسائل الإعلام "CMFE". شاركت بتأسيس إذاعتي أرابيسك وموسيقى في سوريا، كما عملت مديرة للبرامج في أرابيسك لسبعة سنوات قبل نفيها من البلاد.
حصلت الشواف على جائزة حرية الصحافة من مراسلون بلا حدود عام 2018

## السيرة الذاتية
درست لينا الشواف في كلية الفنون الجميلة في جامعة دمشق، سوريا، وبدأت عملها في الصحافة منذ عام 1992، المرئية والمكتوبة في سوريا في جريدة بلدنا ومجلة صبايا وشبابيك في سوريا، وكذلك مجلة المستقبل في كندا، تلقت تهديدات متكررة بالاعتقال والقتل مما دفعها بالهجرة إلى كندا، ومنها انتقلت إلى المنفى في باريس.
أسست الشواف إذاعة روزنة المهتمة بالشأن السوري. و تعمل في مجال حقوق الإنسان والدفاع عن حقوق المرأة وحرية التعبير عبر الإعلام.

### الحياة العملية
بدأت الشواف الحياة العملية في سوريا في الإذاعة المرئية والمكتوبة، إذ عملت بعد تخرجها بصفة مساعدة لمخرج تلفزيوني، ثم أصبحت مديرة إعلانات في شركة إنتاج سورية. أسست بعد ذلك مع مجموعة إعلاميين آخرين إذاعة أرابيسك في سوريا وبقيت مديرة للبرامج فيها حتى عام 2011. عندما نفيت خارج البلاد وانتقلت إلى فرنسا لتؤسس إذاعة روزنة التي تهتم بالشأن السوري. افتتحت الاستوديو الخاص بالإذاعة في 26 يونيو 2013 في باريس. واستضافتها اليونسكو للحديث عن تجربتها في إذاعة روزنة في اليوم العالمي للإذاعة. نتيجة لعملها في حرية الصحافة في إذاعة روزنة، حصدت الشواف جائزة حرية الصحافة من مراسلون بلاحدود. تشغل الآن منصب مديرة المنتدى الأوروبي لتجمع وسائل الإعلام منذ العام 2021. "CMFE"  والمديرة التنفيذية لإذاعة روزنة.

### فعاليات
شاركت لينا في العديد من الفعاليات العالمية متحدثة، أو مشاركة منها:
- بالإنجليزية: (الفعاليات مرتبة تصاعدياً حسب تاريخ المؤتمر)

- Skup Conference, (2015), Norway 
- Media challenged. Business models and new technologies - Journalism Under Fire, panel 2 (2017), France.

- Publish What You Pay (2018), Norway.

- Artificial intelligence – Intelligent politics, Challenges and opportunities for media and democracy (2021),Online.

- Global Media and Information Literacy Week 2022 Feature Conference (2022), online.

- بالعربية:

- ملتقى أريج السنوي العاشر (2017) (عمّان) 
- المساهمة عن بعد في إذاعة اليونسكو (2021)،عبر الإنترنت.
- الصحافيات السوريات بعد الثورة: التحديات والإنجاز (2021)، عبر الإنترنت. 

### المؤلفات
- كتبت الفصل الخامس المعنون أمان الصحافة في سوريا (الاسم الأصيل: (بالإنجليزية: Safety in Journalism in Syria)‏) في كتاب: (بالإنجليزية: Making Transparency Possible)‏.[17]

## الجوائز

استلام لينا الشواف لجائزة حرية الصحافة عام 2018 من مراسلون بلا حدود

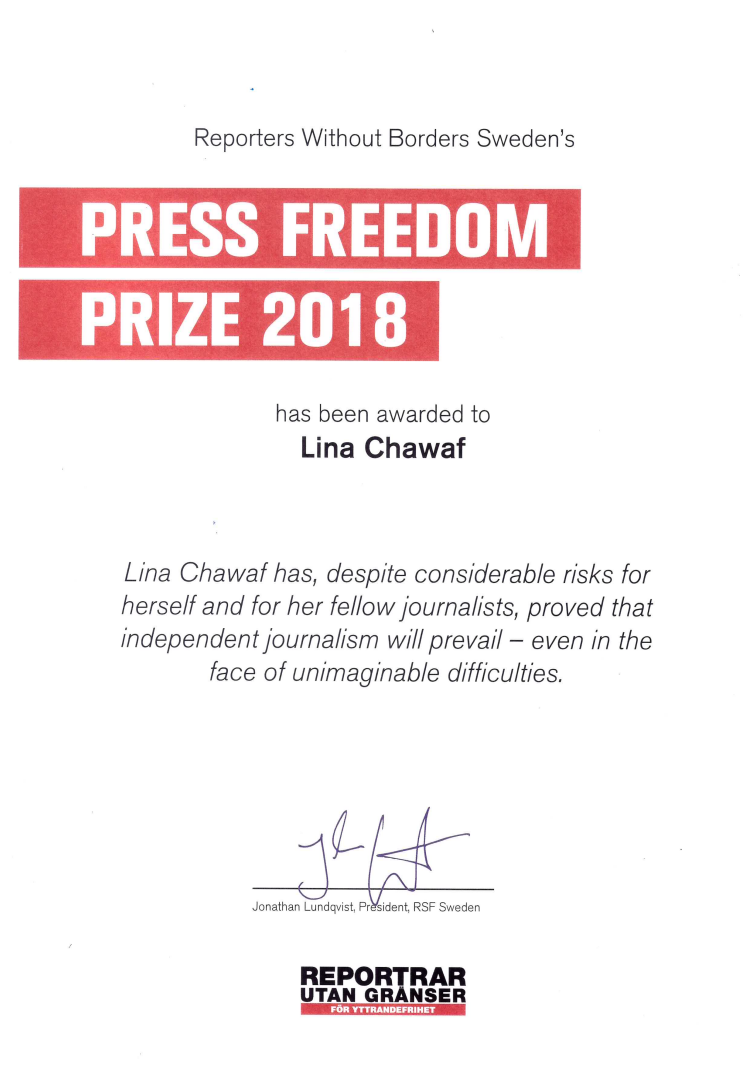
جائزة حرية الصحافة عام 2018 من مراسلون بلا حدود وعليها النص مكتوباً بالإنجليزية

- جائزة حرية الصحافة من مراسلون بلا حدود السويدية (2018) وكُتِب عليها:[عر 1][عر 5] | لينا الشواف | أثبتت لينا الشوّاف، بالرَّغم من المخاطر الكبيرة لها ولزملائها الصّحفيين، أن الصحافة المستقلة ستنتصر، حتى في وجه المصاعب التي لا يمكن تصوُّرُها. | لينا الشواف |

استلمت الشواف جائزة الصحافة في ستوكهولم في 3 مايو 2018.

## وصلات خارجية
- الموقع الرسمي لإذاعة روزنة
- مقابلة لينا الشواف مع محطة فرانس 24
- ندوة حرمون بعنوان "الصحافيات السوريات بعد الثورة… التحديات والإنجاز"